# Blaž Setnikar
Blaž Setnikar (Ljubljana, 2. svibnja 1983.) je slovenski filmski, televizijski i kazališni glumac.
Diplomirao je na Akademiji za kazalište, radio, film i televiziju u Ljubljani. Kao student surađivao je sa Slovenskim narodnim kazalištem Maribor i Mini teatrom Ljubljana i nakon diplome postao član Celjskog kazališta. Nakon odlaska bio je gost u Slovenskom narodnom kazalištu Drama Ljubljana i neovisnim kazalištima Glej i Tristan Bates u Londonu.
Surađivao je s redateljima Jernejem Lorencijem, Sebastijanom Horvatom, Igorom Vukom Torbicom, a za to vrijeme nastupao je i u dugometražnim filmovima Case Osterberg i Uloga za Emo. Nakon toga je postao član Prešernovog kazališta, gdje je 2020. dobio nagradu Udruženja dramskih umjetnika Slovenije.
Igrao je i u nagrađivanom filmu Posljedice i u slovenskoj verziji televizijske serije Samo ti pričaj.